# Figulus parvus
Figulus parvus es una especie de coleóptero de la familia Lucanidae.

## Distribución geográfica
Habita en República Democrática del Congo.